# White Light, White Heat, White Trash
White Light, White Heat, White Trash es el quinto álbum de la banda estadounidense de punk rock Social Distortion, lanzado el 17 de septiembre de 1996 a través de Epic Records. El productor del álbum fue Michael Beinhorn. Es el último álbum de estudio con Dennis Danell como guitarrista, quien falleció el 29 de febrero de 2000. Además es el último lanzamiento de la banda en Epic Records. Hasta ese momento, fue el disco de la banda que alcanzó el puesto más alto en la lista de ventas, entrando en el Billboard 200 en el número 27. Durante la primera semana a la venta vendió 30 000 copias. El título es una referencia al álbum White Light/White Heat de Velvet Underground.

## Lista de canciones
Todas las canciones fueron escritas por Mike Ness excepto las señaladas.
1. "Dear Lover" – 4:43
2. "Don't Drag Me Down" – 3:51
3. "Untitled" – 4:45
4. "I Was Wrong" – 3:58
5. "Through These Eyes" – 3:15
6. "Down on the World Again" – 3:22
7. "When the Angels Sing" – 4:15
8. "Gotta Know the Rules" – 3:28
9. "Crown of Thorns" – 4:15
10. "Pleasure Seeker" – 3:33
11. "Down Here (With the Rest of Us)" – 4:19
12. "Under My Thumb" (Mick Jagger/Keith Richards) – 2:49